# Journey Beyond
Journey Beyond is een bedrijf in de Australische toeristische sector. Het legt onder meer luxueuze langeafstandstreinen in tussen de verschillende Australische staten. Journey Beyond werd op 1 november 1997 onder de naam Great Southern Railway (GSR) opgericht. Sinds 2024 is het in handen van Crestview Partners.

## Geschiedenis
Voor de jaren 1990 was de Australian National Railways Commission, of kortweg Australian National, eigenaar en beheerder van Australië's interstatelijk spoorwegnetwerk en reizigers- en goederentreinverkeer. Tussen 1996 en 1998 werd Australian National opgesplitst en op 1 november 1997 werden haar interstatelijke reizigerstreinen, The Ghan, Indian Pacific en The Overland, aan het Great Southern Railway Consortium verkocht. GB Railways, Legal & General, Macquarie Bank, RailAmerica, G13 Pty Ltd en Serco maakten van het consortium deel uit. De stations van Adelaide en Alice Springs en 186 stuks rollend materieel, hoofdzakelijk roestvrij stalen spoorwegrijtuigen, maakten deel uit van de overname. In oktober 1999 kocht Serco alle aandelen van de overige partners over en werd de enige eigenaar van Great Southern Rail.
Tot 2004 reed de Ghan van Adelaide tot Alice Springs. Dat jaar werd de spoorweg tussen Alice Springs en Darwin afgewerkt. Op 3 februari 2004 bereikte de eerste reizigerstrein uit Adelaide, na meer dan 100 jaar plannen, wachten en werken, uiteindelijk Darwin. Ambassadeur van het nieuwe traject was Steve Irwin.
In 2008 stelde Great Southern Rail een nieuwe treindienst voor: The Southern Spirit. The Southern Spirit zou enkel 's zomers rijden en 8 verschillende trajecten kennen. Traject 5, ‘The Great Coastal Epic’, zou bijvoorbeeld tussen Perth en Brisbane rijden. In 2010 reed de eerste trein, in 2012 de laatste.
The Ghan en de Indian Pacific zijn rendabel maar The Overland overleeft dankzij subsidies van de overheid van Victoria. Tot eind 2018 droeg ook de overheid van Zuid-Australië bij. Dankzij een hogere subsidie van de Victoriaanse overheid kon The Overland worden verder gezet.
Allegro Funds nam Great Southern Rail in maart 2015 van Serco over en verkocht het in 2016 aan Quadrant Private Equity.
In 2019 veranderde Great Southern Rail van naam en werd Journey Beyond. Sinds 6 december 2019 werd terug een nieuwe zomerse treindienst tussen Adelaide en Brisbane ingelegd, de Great Southern.
Na een aantal overnames tussen 2015 en 2022 (waaronder Cruise Whitsundays, Rottnest Express, Outback Spirit Tours, Sal Salis Ningaloo Reef en Darwin Harbour Cruises) werd Journey Beyond Australiës grootste ervaringstoerismebedrijf. In januari 2022 verkocht Quadrant Private Equity alle 13 merken waaronder de treinen aan Hornblower Group uit San Francisco.
Eind 2023 slaagde Hornblower Group er niet in Journey Beyond te verkopen en vroeg in februari 2024 het faillissement aan. Journey Beyond werd afgesplitst en kwam in handen van Crestview Partners, een minderheidsaandeelhouder van de Hornblower Group.